# Liga Continental de Hóquei de 2013–14
A Liga Continental de Hockey de 2013–14 foi a sexta edição da liga euro-asiática de hóquei no gelo. A edição foi iniciada em setembro de 2013 e com término em abril de 2014. O HC Dinamo Moscou foi o campeão da Copa Continental e o Metallurg Magnitogorsk da Copa Gagarin.